# Two Thousand Maniacs!
Two Thousand Maniacs! to jeden z pierwszych filmów gore. Został nakręcony przez Herschella Gordona Lewisa. Jego premiera odbyła się 20 marca 1964 roku. W październiku 2005 film doczekał się remake'u pt. 2001 Maniacs.

## Fabuła
Two Thousand Maniacs! opowiada o losach sześciu turystów, którzy trafili do miasteczka Pleasant Valley. Mimo że jego mieszkańcy sprawiają wrażenie miłych ludzi, to jednak nie mają wobec nich dobrych zamiarów. Z czasem przybysze zaczynają ginąć jeden po drugim. Dwójce bohaterów udaje się jednak uciec. Udają się do szeryfa z jednej z okolicznych miejscowości, aby poinformować go o przestępstwie. Gdy przybywają na miejsce, gdzie powinno znajdować się miasteczko, okazuje się, że miejscowość Pleasant Valley nie istnieje.